# あかねこの悪魔
『あかねこの悪魔』（あかねこのあくま）は、竹本泉による日本の漫画作品。『コミックビーム』（エンターブレイン）にて2010年1月号から2013年3月号まで連載された。単行本はビームコミックスより全6巻。
前作『よみきりものの…』に収録されている『ブックスパラダイス』と同じく聖林檎楽園学園第2図書館のその後が舞台であり、『ブックスパラダイス』や同じく聖林檎楽園学園が舞台の『アップルパラダイス』の登場人物達も「ひょろっと登場」する。
作中に登場し、主人公らが中に入る本は全て架空の書物であるが、コミックスのなかがき、あとがき、メイキングで数行の導入部分が書かれている。
2014年に全巻、電子書籍化されたが各巻に数ページの電子書籍版あとがきが描き下されている。

## あらすじ
舞台は聖林檎楽園学園と呼ばれる高校。その手の本が色々ある「第2図書館」で、妙な本が好きな茜子と変な本が好きな辻島は偶然出会う。すぐ意気投合し親しくなる2人だが、会話するうちにおかしな事に気づく。同じ本を読んだはずなのに、その内容が大きく食い違っているのだ。いぶかる2人に、1匹の赤猫が何かを訴えるように鳴きかける。その赤猫に飛びかかられた辻島は、突然人格が変わったように喋り始め、茜子に「本を助ける仕事をさせてやる」と持ちかける。辻島が茜子の手を握ったままもう一方の手で本に触れた瞬間、そこはもう日常の世界ではなかった。
「つじつま」の合った内容の本は世界として確立される。その本の中の世界に「紙魚（しみ）」と呼ばれる胴の長い猫のような生き物が棲みつくと次第に本の内容が変わって行き、「つじつま」が合わなくなり、ついには本の中の世界は崩壊してしまう。そのため「紙魚」を獲っているのが「つじつまの悪魔」なのだ。
茜子と辻島は「つじつまの悪魔」に協力し、いろんな（変な）本の中に入っては紙魚を獲る。

## 登場人物
山嶺茜子（やまね あかねこ）
妙な本が好きな眼鏡少女。本の中から「紙魚」を引っ張り出すのに抜群の相性であり、つじつまの悪魔に利用される。本の中では高飛車になり、容姿も若干変化する（裸眼になり髪の色が変わる）。また、本の内容に合わせて服装が変化する。本の中の世界で小月に出会って以後、ロッテという「芸名」を名乗る。
辻島透（つじしま とおる）
変な本が好きな少年。つじつまの悪魔が取り憑き易い体質で、茜子と共に本の中に入り込むために取り憑かれる。「紙魚」捕獲適正能力は低いため、（「紙魚」を捕まえられるがつじつまを体の中に憑依させられない）茜子と一緒にでないと本の中での「紙魚」捕獲作業ができない。
つじつまの悪魔
普段は赤猫の体に憑依している悪魔で、つじつまの合った本の中の世界を食い荒す存在「紙魚」を捕まえるのが使命。第2図書館以外にも他のつじつまの悪魔が数多く存在する。
島根小月（しまね さつき）
聖林檎楽園学園第1図書館のつじつまに取り憑かれている少女。「紙魚」捕獲適正と、つじつまの悪魔が体に憑依できる適性を併せ持つので、独りで作業を行なえる。第1図書館の蔵書の「紙魚」があらかた片付いてしまったため、第2図書館に頻繁に顔を出すようになった。本の中の世界ではダイアナという「芸名」を名乗る。
八王子独楽子（はちおうじ こまこ）
聖林檎楽園学園第6図書館のつじつまに取り憑かれている少女。茜子たちの1学年下。

## 単行本
- 竹本泉 『あかねこの悪魔』 エンターブレイン〈ビームコミックス〉、全6巻
  1. 2010年6月25日発売[6]、ISBN 978-4-04-726597-4
  2. 2011年3月25日発売[7]、ISBN 978-4-04-727155-5
  3. 2011年9月24日発売[8]、ISBN 978-4-04-727530-0
  4. 2011年3月24日発売[9]、ISBN 978-4-04-727836-3
  5. 2012年8月25日発売[10]、ISBN 978-4-04-728289-6
  6. 2013年3月25日発売[11]、ISBN 978-4-04-728786-0